# یوگنی لوکیاننکو
یوگنی لوکیاننکو (روسی: Евгений Юрьевич Лукьяненко؛ زادهٔ ۲۳ ژانویهٔ ۱۹۸۵) ورزشکار پرش با نیزه اهل روسیه است.
وی در مسابقات کشوری و بین‌المللی در مجموع برندهٔ ۱ مدال طلا، ۱ مدال نقره شده‌است.